# 劳伦斯·摩根
劳伦斯·摩根（英語：Lawrence Morgan，1915年2月5日—1997年8月15日），澳大利亚男子马术运动员。他曾代表澳大利亚参加1960年夏季奥林匹克运动会马术比赛，获得男子个人三项赛和男子团体三项赛金牌。